# Фоніоді тема
Те́ма Фоніоді  — тема в шаховій композиції в триходівці. Суть теми — вступний хід білих призводить до стану цугцвангу з багатьма варіантами з тихими наступними другими ходами білих, які створюють загрозу мату і, як мінімум, одним захистом від неї в кожному з варіантів.

## Історія
Цю ідею запропонував у першій половині ХХ століття шаховий композитор Фоніоді. 
 Після вступного ходу білих наступає стан цугцвангу, оскільки немає загрози, то виникає багато варіантів, в яких наступний другий хід білих є тихий, але вже із загрозою мату, від якої в чорних повинен бути щонайменше хоча б один захист в кожному варіанті. 
Ідея дістала назву — тема Фоніоді.
|   | a | b | c | d | e | f | g | h |   |
| 8 | c8 білий слон · e8 чорна тура · c7 білий пішак · c6 білий кінь · e6 чорний кінь · f6 чорний пішак · a5 білий слон · e5 чорний пішак · f5 чорний король · h5 чорний пішак · b4 чорний пішак · c4 чорний пішак · d3 чорний пішак · e3 білий пішак · f3 білий пішак · h3 білий король · a2 білий кінь · a1 біла тура · g1 біла тура | c8 білий слон · e8 чорна тура · c7 білий пішак · c6 білий кінь · e6 чорний кінь · f6 чорний пішак · a5 білий слон · e5 чорний пішак · f5 чорний король · h5 чорний пішак · b4 чорний пішак · c4 чорний пішак · d3 чорний пішак · e3 білий пішак · f3 білий пішак · h3 білий король · a2 білий кінь · a1 біла тура · g1 біла тура | c8 білий слон · e8 чорна тура · c7 білий пішак · c6 білий кінь · e6 чорний кінь · f6 чорний пішак · a5 білий слон · e5 чорний пішак · f5 чорний король · h5 чорний пішак · b4 чорний пішак · c4 чорний пішак · d3 чорний пішак · e3 білий пішак · f3 білий пішак · h3 білий король · a2 білий кінь · a1 біла тура · g1 біла тура | c8 білий слон · e8 чорна тура · c7 білий пішак · c6 білий кінь · e6 чорний кінь · f6 чорний пішак · a5 білий слон · e5 чорний пішак · f5 чорний король · h5 чорний пішак · b4 чорний пішак · c4 чорний пішак · d3 чорний пішак · e3 білий пішак · f3 білий пішак · h3 білий король · a2 білий кінь · a1 біла тура · g1 біла тура | c8 білий слон · e8 чорна тура · c7 білий пішак · c6 білий кінь · e6 чорний кінь · f6 чорний пішак · a5 білий слон · e5 чорний пішак · f5 чорний король · h5 чорний пішак · b4 чорний пішак · c4 чорний пішак · d3 чорний пішак · e3 білий пішак · f3 білий пішак · h3 білий король · a2 білий кінь · a1 біла тура · g1 біла тура | c8 білий слон · e8 чорна тура · c7 білий пішак · c6 білий кінь · e6 чорний кінь · f6 чорний пішак · a5 білий слон · e5 чорний пішак · f5 чорний король · h5 чорний пішак · b4 чорний пішак · c4 чорний пішак · d3 чорний пішак · e3 білий пішак · f3 білий пішак · h3 білий король · a2 білий кінь · a1 біла тура · g1 біла тура | c8 білий слон · e8 чорна тура · c7 білий пішак · c6 білий кінь · e6 чорний кінь · f6 чорний пішак · a5 білий слон · e5 чорний пішак · f5 чорний король · h5 чорний пішак · b4 чорний пішак · c4 чорний пішак · d3 чорний пішак · e3 білий пішак · f3 білий пішак · h3 білий король · a2 білий кінь · a1 біла тура · g1 біла тура | c8 білий слон · e8 чорна тура · c7 білий пішак · c6 білий кінь · e6 чорний кінь · f6 чорний пішак · a5 білий слон · e5 чорний пішак · f5 чорний король · h5 чорний пішак · b4 чорний пішак · c4 чорний пішак · d3 чорний пішак · e3 білий пішак · f3 білий пішак · h3 білий король · a2 білий кінь · a1 біла тура · g1 біла тура | 8 |
| 7 | c8 білий слон · e8 чорна тура · c7 білий пішак · c6 білий кінь · e6 чорний кінь · f6 чорний пішак · a5 білий слон · e5 чорний пішак · f5 чорний король · h5 чорний пішак · b4 чорний пішак · c4 чорний пішак · d3 чорний пішак · e3 білий пішак · f3 білий пішак · h3 білий король · a2 білий кінь · a1 біла тура · g1 біла тура | c8 білий слон · e8 чорна тура · c7 білий пішак · c6 білий кінь · e6 чорний кінь · f6 чорний пішак · a5 білий слон · e5 чорний пішак · f5 чорний король · h5 чорний пішак · b4 чорний пішак · c4 чорний пішак · d3 чорний пішак · e3 білий пішак · f3 білий пішак · h3 білий король · a2 білий кінь · a1 біла тура · g1 біла тура | c8 білий слон · e8 чорна тура · c7 білий пішак · c6 білий кінь · e6 чорний кінь · f6 чорний пішак · a5 білий слон · e5 чорний пішак · f5 чорний король · h5 чорний пішак · b4 чорний пішак · c4 чорний пішак · d3 чорний пішак · e3 білий пішак · f3 білий пішак · h3 білий король · a2 білий кінь · a1 біла тура · g1 біла тура | c8 білий слон · e8 чорна тура · c7 білий пішак · c6 білий кінь · e6 чорний кінь · f6 чорний пішак · a5 білий слон · e5 чорний пішак · f5 чорний король · h5 чорний пішак · b4 чорний пішак · c4 чорний пішак · d3 чорний пішак · e3 білий пішак · f3 білий пішак · h3 білий король · a2 білий кінь · a1 біла тура · g1 біла тура | c8 білий слон · e8 чорна тура · c7 білий пішак · c6 білий кінь · e6 чорний кінь · f6 чорний пішак · a5 білий слон · e5 чорний пішак · f5 чорний король · h5 чорний пішак · b4 чорний пішак · c4 чорний пішак · d3 чорний пішак · e3 білий пішак · f3 білий пішак · h3 білий король · a2 білий кінь · a1 біла тура · g1 біла тура | c8 білий слон · e8 чорна тура · c7 білий пішак · c6 білий кінь · e6 чорний кінь · f6 чорний пішак · a5 білий слон · e5 чорний пішак · f5 чорний король · h5 чорний пішак · b4 чорний пішак · c4 чорний пішак · d3 чорний пішак · e3 білий пішак · f3 білий пішак · h3 білий король · a2 білий кінь · a1 біла тура · g1 біла тура | c8 білий слон · e8 чорна тура · c7 білий пішак · c6 білий кінь · e6 чорний кінь · f6 чорний пішак · a5 білий слон · e5 чорний пішак · f5 чорний король · h5 чорний пішак · b4 чорний пішак · c4 чорний пішак · d3 чорний пішак · e3 білий пішак · f3 білий пішак · h3 білий король · a2 білий кінь · a1 біла тура · g1 біла тура | c8 білий слон · e8 чорна тура · c7 білий пішак · c6 білий кінь · e6 чорний кінь · f6 чорний пішак · a5 білий слон · e5 чорний пішак · f5 чорний король · h5 чорний пішак · b4 чорний пішак · c4 чорний пішак · d3 чорний пішак · e3 білий пішак · f3 білий пішак · h3 білий король · a2 білий кінь · a1 біла тура · g1 біла тура | 7 |
| 6 | c8 білий слон · e8 чорна тура · c7 білий пішак · c6 білий кінь · e6 чорний кінь · f6 чорний пішак · a5 білий слон · e5 чорний пішак · f5 чорний король · h5 чорний пішак · b4 чорний пішак · c4 чорний пішак · d3 чорний пішак · e3 білий пішак · f3 білий пішак · h3 білий король · a2 білий кінь · a1 біла тура · g1 біла тура | c8 білий слон · e8 чорна тура · c7 білий пішак · c6 білий кінь · e6 чорний кінь · f6 чорний пішак · a5 білий слон · e5 чорний пішак · f5 чорний король · h5 чорний пішак · b4 чорний пішак · c4 чорний пішак · d3 чорний пішак · e3 білий пішак · f3 білий пішак · h3 білий король · a2 білий кінь · a1 біла тура · g1 біла тура | c8 білий слон · e8 чорна тура · c7 білий пішак · c6 білий кінь · e6 чорний кінь · f6 чорний пішак · a5 білий слон · e5 чорний пішак · f5 чорний король · h5 чорний пішак · b4 чорний пішак · c4 чорний пішак · d3 чорний пішак · e3 білий пішак · f3 білий пішак · h3 білий король · a2 білий кінь · a1 біла тура · g1 біла тура | c8 білий слон · e8 чорна тура · c7 білий пішак · c6 білий кінь · e6 чорний кінь · f6 чорний пішак · a5 білий слон · e5 чорний пішак · f5 чорний король · h5 чорний пішак · b4 чорний пішак · c4 чорний пішак · d3 чорний пішак · e3 білий пішак · f3 білий пішак · h3 білий король · a2 білий кінь · a1 біла тура · g1 біла тура | c8 білий слон · e8 чорна тура · c7 білий пішак · c6 білий кінь · e6 чорний кінь · f6 чорний пішак · a5 білий слон · e5 чорний пішак · f5 чорний король · h5 чорний пішак · b4 чорний пішак · c4 чорний пішак · d3 чорний пішак · e3 білий пішак · f3 білий пішак · h3 білий король · a2 білий кінь · a1 біла тура · g1 біла тура | c8 білий слон · e8 чорна тура · c7 білий пішак · c6 білий кінь · e6 чорний кінь · f6 чорний пішак · a5 білий слон · e5 чорний пішак · f5 чорний король · h5 чорний пішак · b4 чорний пішак · c4 чорний пішак · d3 чорний пішак · e3 білий пішак · f3 білий пішак · h3 білий король · a2 білий кінь · a1 біла тура · g1 біла тура | c8 білий слон · e8 чорна тура · c7 білий пішак · c6 білий кінь · e6 чорний кінь · f6 чорний пішак · a5 білий слон · e5 чорний пішак · f5 чорний король · h5 чорний пішак · b4 чорний пішак · c4 чорний пішак · d3 чорний пішак · e3 білий пішак · f3 білий пішак · h3 білий король · a2 білий кінь · a1 біла тура · g1 біла тура | c8 білий слон · e8 чорна тура · c7 білий пішак · c6 білий кінь · e6 чорний кінь · f6 чорний пішак · a5 білий слон · e5 чорний пішак · f5 чорний король · h5 чорний пішак · b4 чорний пішак · c4 чорний пішак · d3 чорний пішак · e3 білий пішак · f3 білий пішак · h3 білий король · a2 білий кінь · a1 біла тура · g1 біла тура | 6 |
| 5 | c8 білий слон · e8 чорна тура · c7 білий пішак · c6 білий кінь · e6 чорний кінь · f6 чорний пішак · a5 білий слон · e5 чорний пішак · f5 чорний король · h5 чорний пішак · b4 чорний пішак · c4 чорний пішак · d3 чорний пішак · e3 білий пішак · f3 білий пішак · h3 білий король · a2 білий кінь · a1 біла тура · g1 біла тура | c8 білий слон · e8 чорна тура · c7 білий пішак · c6 білий кінь · e6 чорний кінь · f6 чорний пішак · a5 білий слон · e5 чорний пішак · f5 чорний король · h5 чорний пішак · b4 чорний пішак · c4 чорний пішак · d3 чорний пішак · e3 білий пішак · f3 білий пішак · h3 білий король · a2 білий кінь · a1 біла тура · g1 біла тура | c8 білий слон · e8 чорна тура · c7 білий пішак · c6 білий кінь · e6 чорний кінь · f6 чорний пішак · a5 білий слон · e5 чорний пішак · f5 чорний король · h5 чорний пішак · b4 чорний пішак · c4 чорний пішак · d3 чорний пішак · e3 білий пішак · f3 білий пішак · h3 білий король · a2 білий кінь · a1 біла тура · g1 біла тура | c8 білий слон · e8 чорна тура · c7 білий пішак · c6 білий кінь · e6 чорний кінь · f6 чорний пішак · a5 білий слон · e5 чорний пішак · f5 чорний король · h5 чорний пішак · b4 чорний пішак · c4 чорний пішак · d3 чорний пішак · e3 білий пішак · f3 білий пішак · h3 білий король · a2 білий кінь · a1 біла тура · g1 біла тура | c8 білий слон · e8 чорна тура · c7 білий пішак · c6 білий кінь · e6 чорний кінь · f6 чорний пішак · a5 білий слон · e5 чорний пішак · f5 чорний король · h5 чорний пішак · b4 чорний пішак · c4 чорний пішак · d3 чорний пішак · e3 білий пішак · f3 білий пішак · h3 білий король · a2 білий кінь · a1 біла тура · g1 біла тура | c8 білий слон · e8 чорна тура · c7 білий пішак · c6 білий кінь · e6 чорний кінь · f6 чорний пішак · a5 білий слон · e5 чорний пішак · f5 чорний король · h5 чорний пішак · b4 чорний пішак · c4 чорний пішак · d3 чорний пішак · e3 білий пішак · f3 білий пішак · h3 білий король · a2 білий кінь · a1 біла тура · g1 біла тура | c8 білий слон · e8 чорна тура · c7 білий пішак · c6 білий кінь · e6 чорний кінь · f6 чорний пішак · a5 білий слон · e5 чорний пішак · f5 чорний король · h5 чорний пішак · b4 чорний пішак · c4 чорний пішак · d3 чорний пішак · e3 білий пішак · f3 білий пішак · h3 білий король · a2 білий кінь · a1 біла тура · g1 біла тура | c8 білий слон · e8 чорна тура · c7 білий пішак · c6 білий кінь · e6 чорний кінь · f6 чорний пішак · a5 білий слон · e5 чорний пішак · f5 чорний король · h5 чорний пішак · b4 чорний пішак · c4 чорний пішак · d3 чорний пішак · e3 білий пішак · f3 білий пішак · h3 білий король · a2 білий кінь · a1 біла тура · g1 біла тура | 5 |
| 4 | c8 білий слон · e8 чорна тура · c7 білий пішак · c6 білий кінь · e6 чорний кінь · f6 чорний пішак · a5 білий слон · e5 чорний пішак · f5 чорний король · h5 чорний пішак · b4 чорний пішак · c4 чорний пішак · d3 чорний пішак · e3 білий пішак · f3 білий пішак · h3 білий король · a2 білий кінь · a1 біла тура · g1 біла тура | c8 білий слон · e8 чорна тура · c7 білий пішак · c6 білий кінь · e6 чорний кінь · f6 чорний пішак · a5 білий слон · e5 чорний пішак · f5 чорний король · h5 чорний пішак · b4 чорний пішак · c4 чорний пішак · d3 чорний пішак · e3 білий пішак · f3 білий пішак · h3 білий король · a2 білий кінь · a1 біла тура · g1 біла тура | c8 білий слон · e8 чорна тура · c7 білий пішак · c6 білий кінь · e6 чорний кінь · f6 чорний пішак · a5 білий слон · e5 чорний пішак · f5 чорний король · h5 чорний пішак · b4 чорний пішак · c4 чорний пішак · d3 чорний пішак · e3 білий пішак · f3 білий пішак · h3 білий король · a2 білий кінь · a1 біла тура · g1 біла тура | c8 білий слон · e8 чорна тура · c7 білий пішак · c6 білий кінь · e6 чорний кінь · f6 чорний пішак · a5 білий слон · e5 чорний пішак · f5 чорний король · h5 чорний пішак · b4 чорний пішак · c4 чорний пішак · d3 чорний пішак · e3 білий пішак · f3 білий пішак · h3 білий король · a2 білий кінь · a1 біла тура · g1 біла тура | c8 білий слон · e8 чорна тура · c7 білий пішак · c6 білий кінь · e6 чорний кінь · f6 чорний пішак · a5 білий слон · e5 чорний пішак · f5 чорний король · h5 чорний пішак · b4 чорний пішак · c4 чорний пішак · d3 чорний пішак · e3 білий пішак · f3 білий пішак · h3 білий король · a2 білий кінь · a1 біла тура · g1 біла тура | c8 білий слон · e8 чорна тура · c7 білий пішак · c6 білий кінь · e6 чорний кінь · f6 чорний пішак · a5 білий слон · e5 чорний пішак · f5 чорний король · h5 чорний пішак · b4 чорний пішак · c4 чорний пішак · d3 чорний пішак · e3 білий пішак · f3 білий пішак · h3 білий король · a2 білий кінь · a1 біла тура · g1 біла тура | c8 білий слон · e8 чорна тура · c7 білий пішак · c6 білий кінь · e6 чорний кінь · f6 чорний пішак · a5 білий слон · e5 чорний пішак · f5 чорний король · h5 чорний пішак · b4 чорний пішак · c4 чорний пішак · d3 чорний пішак · e3 білий пішак · f3 білий пішак · h3 білий король · a2 білий кінь · a1 біла тура · g1 біла тура | c8 білий слон · e8 чорна тура · c7 білий пішак · c6 білий кінь · e6 чорний кінь · f6 чорний пішак · a5 білий слон · e5 чорний пішак · f5 чорний король · h5 чорний пішак · b4 чорний пішак · c4 чорний пішак · d3 чорний пішак · e3 білий пішак · f3 білий пішак · h3 білий король · a2 білий кінь · a1 біла тура · g1 біла тура | 4 |
| 3 | c8 білий слон · e8 чорна тура · c7 білий пішак · c6 білий кінь · e6 чорний кінь · f6 чорний пішак · a5 білий слон · e5 чорний пішак · f5 чорний король · h5 чорний пішак · b4 чорний пішак · c4 чорний пішак · d3 чорний пішак · e3 білий пішак · f3 білий пішак · h3 білий король · a2 білий кінь · a1 біла тура · g1 біла тура | c8 білий слон · e8 чорна тура · c7 білий пішак · c6 білий кінь · e6 чорний кінь · f6 чорний пішак · a5 білий слон · e5 чорний пішак · f5 чорний король · h5 чорний пішак · b4 чорний пішак · c4 чорний пішак · d3 чорний пішак · e3 білий пішак · f3 білий пішак · h3 білий король · a2 білий кінь · a1 біла тура · g1 біла тура | c8 білий слон · e8 чорна тура · c7 білий пішак · c6 білий кінь · e6 чорний кінь · f6 чорний пішак · a5 білий слон · e5 чорний пішак · f5 чорний король · h5 чорний пішак · b4 чорний пішак · c4 чорний пішак · d3 чорний пішак · e3 білий пішак · f3 білий пішак · h3 білий король · a2 білий кінь · a1 біла тура · g1 біла тура | c8 білий слон · e8 чорна тура · c7 білий пішак · c6 білий кінь · e6 чорний кінь · f6 чорний пішак · a5 білий слон · e5 чорний пішак · f5 чорний король · h5 чорний пішак · b4 чорний пішак · c4 чорний пішак · d3 чорний пішак · e3 білий пішак · f3 білий пішак · h3 білий король · a2 білий кінь · a1 біла тура · g1 біла тура | c8 білий слон · e8 чорна тура · c7 білий пішак · c6 білий кінь · e6 чорний кінь · f6 чорний пішак · a5 білий слон · e5 чорний пішак · f5 чорний король · h5 чорний пішак · b4 чорний пішак · c4 чорний пішак · d3 чорний пішак · e3 білий пішак · f3 білий пішак · h3 білий король · a2 білий кінь · a1 біла тура · g1 біла тура | c8 білий слон · e8 чорна тура · c7 білий пішак · c6 білий кінь · e6 чорний кінь · f6 чорний пішак · a5 білий слон · e5 чорний пішак · f5 чорний король · h5 чорний пішак · b4 чорний пішак · c4 чорний пішак · d3 чорний пішак · e3 білий пішак · f3 білий пішак · h3 білий король · a2 білий кінь · a1 біла тура · g1 біла тура | c8 білий слон · e8 чорна тура · c7 білий пішак · c6 білий кінь · e6 чорний кінь · f6 чорний пішак · a5 білий слон · e5 чорний пішак · f5 чорний король · h5 чорний пішак · b4 чорний пішак · c4 чорний пішак · d3 чорний пішак · e3 білий пішак · f3 білий пішак · h3 білий король · a2 білий кінь · a1 біла тура · g1 біла тура | c8 білий слон · e8 чорна тура · c7 білий пішак · c6 білий кінь · e6 чорний кінь · f6 чорний пішак · a5 білий слон · e5 чорний пішак · f5 чорний король · h5 чорний пішак · b4 чорний пішак · c4 чорний пішак · d3 чорний пішак · e3 білий пішак · f3 білий пішак · h3 білий король · a2 білий кінь · a1 біла тура · g1 біла тура | 3 |
| 2 | c8 білий слон · e8 чорна тура · c7 білий пішак · c6 білий кінь · e6 чорний кінь · f6 чорний пішак · a5 білий слон · e5 чорний пішак · f5 чорний король · h5 чорний пішак · b4 чорний пішак · c4 чорний пішак · d3 чорний пішак · e3 білий пішак · f3 білий пішак · h3 білий король · a2 білий кінь · a1 біла тура · g1 біла тура | c8 білий слон · e8 чорна тура · c7 білий пішак · c6 білий кінь · e6 чорний кінь · f6 чорний пішак · a5 білий слон · e5 чорний пішак · f5 чорний король · h5 чорний пішак · b4 чорний пішак · c4 чорний пішак · d3 чорний пішак · e3 білий пішак · f3 білий пішак · h3 білий король · a2 білий кінь · a1 біла тура · g1 біла тура | c8 білий слон · e8 чорна тура · c7 білий пішак · c6 білий кінь · e6 чорний кінь · f6 чорний пішак · a5 білий слон · e5 чорний пішак · f5 чорний король · h5 чорний пішак · b4 чорний пішак · c4 чорний пішак · d3 чорний пішак · e3 білий пішак · f3 білий пішак · h3 білий король · a2 білий кінь · a1 біла тура · g1 біла тура | c8 білий слон · e8 чорна тура · c7 білий пішак · c6 білий кінь · e6 чорний кінь · f6 чорний пішак · a5 білий слон · e5 чорний пішак · f5 чорний король · h5 чорний пішак · b4 чорний пішак · c4 чорний пішак · d3 чорний пішак · e3 білий пішак · f3 білий пішак · h3 білий король · a2 білий кінь · a1 біла тура · g1 біла тура | c8 білий слон · e8 чорна тура · c7 білий пішак · c6 білий кінь · e6 чорний кінь · f6 чорний пішак · a5 білий слон · e5 чорний пішак · f5 чорний король · h5 чорний пішак · b4 чорний пішак · c4 чорний пішак · d3 чорний пішак · e3 білий пішак · f3 білий пішак · h3 білий король · a2 білий кінь · a1 біла тура · g1 біла тура | c8 білий слон · e8 чорна тура · c7 білий пішак · c6 білий кінь · e6 чорний кінь · f6 чорний пішак · a5 білий слон · e5 чорний пішак · f5 чорний король · h5 чорний пішак · b4 чорний пішак · c4 чорний пішак · d3 чорний пішак · e3 білий пішак · f3 білий пішак · h3 білий король · a2 білий кінь · a1 біла тура · g1 біла тура | c8 білий слон · e8 чорна тура · c7 білий пішак · c6 білий кінь · e6 чорний кінь · f6 чорний пішак · a5 білий слон · e5 чорний пішак · f5 чорний король · h5 чорний пішак · b4 чорний пішак · c4 чорний пішак · d3 чорний пішак · e3 білий пішак · f3 білий пішак · h3 білий король · a2 білий кінь · a1 біла тура · g1 біла тура | c8 білий слон · e8 чорна тура · c7 білий пішак · c6 білий кінь · e6 чорний кінь · f6 чорний пішак · a5 білий слон · e5 чорний пішак · f5 чорний король · h5 чорний пішак · b4 чорний пішак · c4 чорний пішак · d3 чорний пішак · e3 білий пішак · f3 білий пішак · h3 білий король · a2 білий кінь · a1 біла тура · g1 біла тура | 2 |
| 1 | c8 білий слон · e8 чорна тура · c7 білий пішак · c6 білий кінь · e6 чорний кінь · f6 чорний пішак · a5 білий слон · e5 чорний пішак · f5 чорний король · h5 чорний пішак · b4 чорний пішак · c4 чорний пішак · d3 чорний пішак · e3 білий пішак · f3 білий пішак · h3 білий король · a2 білий кінь · a1 біла тура · g1 біла тура | c8 білий слон · e8 чорна тура · c7 білий пішак · c6 білий кінь · e6 чорний кінь · f6 чорний пішак · a5 білий слон · e5 чорний пішак · f5 чорний король · h5 чорний пішак · b4 чорний пішак · c4 чорний пішак · d3 чорний пішак · e3 білий пішак · f3 білий пішак · h3 білий король · a2 білий кінь · a1 біла тура · g1 біла тура | c8 білий слон · e8 чорна тура · c7 білий пішак · c6 білий кінь · e6 чорний кінь · f6 чорний пішак · a5 білий слон · e5 чорний пішак · f5 чорний король · h5 чорний пішак · b4 чорний пішак · c4 чорний пішак · d3 чорний пішак · e3 білий пішак · f3 білий пішак · h3 білий король · a2 білий кінь · a1 біла тура · g1 біла тура | c8 білий слон · e8 чорна тура · c7 білий пішак · c6 білий кінь · e6 чорний кінь · f6 чорний пішак · a5 білий слон · e5 чорний пішак · f5 чорний король · h5 чорний пішак · b4 чорний пішак · c4 чорний пішак · d3 чорний пішак · e3 білий пішак · f3 білий пішак · h3 білий король · a2 білий кінь · a1 біла тура · g1 біла тура | c8 білий слон · e8 чорна тура · c7 білий пішак · c6 білий кінь · e6 чорний кінь · f6 чорний пішак · a5 білий слон · e5 чорний пішак · f5 чорний король · h5 чорний пішак · b4 чорний пішак · c4 чорний пішак · d3 чорний пішак · e3 білий пішак · f3 білий пішак · h3 білий король · a2 білий кінь · a1 біла тура · g1 біла тура | c8 білий слон · e8 чорна тура · c7 білий пішак · c6 білий кінь · e6 чорний кінь · f6 чорний пішак · a5 білий слон · e5 чорний пішак · f5 чорний король · h5 чорний пішак · b4 чорний пішак · c4 чорний пішак · d3 чорний пішак · e3 білий пішак · f3 білий пішак · h3 білий король · a2 білий кінь · a1 біла тура · g1 біла тура | c8 білий слон · e8 чорна тура · c7 білий пішак · c6 білий кінь · e6 чорний кінь · f6 чорний пішак · a5 білий слон · e5 чорний пішак · f5 чорний король · h5 чорний пішак · b4 чорний пішак · c4 чорний пішак · d3 чорний пішак · e3 білий пішак · f3 білий пішак · h3 білий король · a2 білий кінь · a1 біла тура · g1 біла тура | c8 білий слон · e8 чорна тура · c7 білий пішак · c6 білий кінь · e6 чорний кінь · f6 чорний пішак · a5 білий слон · e5 чорний пішак · f5 чорний король · h5 чорний пішак · b4 чорний пішак · c4 чорний пішак · d3 чорний пішак · e3 білий пішак · f3 білий пішак · h3 білий король · a2 білий кінь · a1 біла тура · g1 біла тура | 1 |
|   | a | b | c | d | e | f | g | h |   |

1. Sc1! ~ Zz
1. ... d2 2. Se2! ~ 3. e4#
        2. ... e4 3. Sed4#
1. ... b3 2. Ld2! ~ 3. e4#
        2. ... e4 3. Ta5#
1. ... c3 2. S:d3! ~ 3. e4#
        2. ... e4 3. Sd4#
1. ... h4 2. Tg4! ~ 3. e4#
        2. ... e4 3. fe#
1. ... e4 2. f4! ~ 3. Sd4#
        2. ... Td8 3. Se7 #